# 만손주혈흡충
만손주혈흡충(Schistosoma mansoni)은 장에 기생하는 주혈흡충의 일종으로, 소외열대질병(Neglected tropical diseases)을 일으키는 기생충이다. 최종 숙주는 인간이며, 여타 자웅동체 흡충들과 유사하게 혈류 속에 흐르거나 장기 속에서 지내며 짝을 만나 짝짓기를 한다. 중간숙주로 달팽이가 있다.

## 감염
1999년 기준 전세계에서 만손주혈흡충에 감염된 사람은 약 8331만 명이고, 주혈흡충증의 주된 원인이며, 남미와 카리브해, 남아공, 마다가스카르등 주로 아프리카와 같은 열대지방에 서식한다.
보통 만손주혈흡충은 위생이 불량한 곳에서 쉽게 발견되며 중간숙주인 달팽이가 서식하는 물가 및 강가에서 감염률이 매우 높다. 그러므로 만손주혈흡충이 서식하는 나라를 여행하는 사람과 거주민들은 물에서 수영을 하거나 음용할 때 주의해야한다.

## 생활사

만손주혈흡충의 라이프 사이클